# William Edward Parry
Sir William Edward Parry (Bath, 19 december 1790 – Bad Ems, 8 juli 1855) was een Engels marineofficier en poolreiziger, die bekend is geworden door zijn reizen op zoek naar de Noordwestelijke Doorvaart en naar de Noordpool.
Parry werd geboren in Bath als zoon van een dokter. Op 13-jarige leeftijd ging hij als vrijwilliger aan boord van het vlaggenschip van admiraal Cornwallis in de Kanaalvloot. In 1806 werd hij adelborst en in 1810 werd hij  gepromoveerd tot luitenant van het fregat Alexander. Met dit schip patrouilleerde hij in de Oostzee en beschermde hij walvisvaarders en deed hydrografisch onderzoek rond Spitsbergen. Van 1813 tot 1817 deed hij dienst in Noord-Amerika, onder meer in de Oorlog van 1812.
In 1818 kreeg hij het commando over de Alexander, een van de twee schepen van de eerste Arctische expeditie van John Ross. Hierbij werd Baffinbaai onderzocht. Volgens Ross had deze geen bruikbare uitgang, maar Parry dacht dat Lancaster Sound, dat volgens Ross een doodlopende inham was, een doorvaart naar het westen zou vormen.
Parry's claims vonden gehoor bij de marineleiding, en op 11 mei 1819 vertrok hij als leider van een eigen expeditie naar de Noordwestelijke Doorvaart, met 2 schepen: de Hecla en de Griper, de tweede onder commando van Matthew Liddon. Hij zeilde naar Baffinbaai en door Lancaster Sound. Vervolgens volgde hij Straat Barrow westwaarts, en kwam uiteindelijk tot 112°51' westerlengte, bij Kaap Providence. Hiermee behaalden hij en zijn mannen een prijs van £5000 die was uitgeloofd voor het eerste schip dat in de Noordwestelijke Doorvaart tot 110°W zou varen. Hij ontdekte onder meer Somerseteiland, Cornwalliseiland en Melville-eiland. De winter van 1819-1820, doorgebracht in Winter Harbour op Melville-eiland, was zwaar vanwege de koude, maar scheurbuik kwam slechts weinig voor. In 1820 werd Melville Island onderzocht, van een afstand Bankseiland gezien, en een nieuwe poging ondernomen westwaarts door te dringen alvorens de expeditie koers zette naar Lancaster Sound en vandaaruit naar Groot-Brittannië terugkeerde.
Op zijn volgende expeditie (1821-1823) trachtte Parry de Noordwestelijke Doorvaart via een andere route te bevaren, namelijk vanuit het noorden van de Hudsonbaai. Hij had opnieuw twee schepen tot zijn beschikking, waarbij hijzelf het commando had op de Fury terwijl George Francis Lyon op de Hecla voer. Tijdens de overtocht vervoerde een derde schip, de Nautilus, een deel van het proviand, dat op basis van de ervaringen van de vorige reis verbeterd was. Hij vertrok in mei 1821 vanuit Londen, en bereikte Straat Hudson in juli en Frozen Strait ten noorden van Southamptoneiland, die hij als eerste doorvoer, in augustus. Hij voer langs het Melville-schiereiland naar het noorden, op zoek naar een doorgang westwaarts. Hier overwinterde de expeditie, met minder problemen dan op zijn vorige reis, en het duurde tot juli 1822 voor het ijs hem toestond om verder te varen. Uiteindelijk vond hij in het noorden een zeestraat, die echter dichtgevroren was en bleef. Hij noemde deze Fury and Hecla Strait naar zijn schepen. Er werd opnieuw overwinterd, en het volgende jaar raakten de schepen pas in augustus vrij van het ijs, waarna de terugtocht werd aanvaard en het thuisland in oktober weer werd bereikt.
Op 19 mei 1824 vertrok Parry voor een derde expeditie naar Noord-Canada, opnieuw met de Hecla (onder Parry zelf) en de Fury (onder Henry P. Hoppner). Het plan was dat hij via Prince Regent Inlet, ontdekt op zijn eerste reis, naar het zuiden zou varen, in de hoop zo de Coppermine te bereiken, omdat John Franklin had aangetoond dat de kust vanaf de Coppermine oostwaarts bevaarbaar was. IJs en wind maakten de reis moeilijk, maar hij slaagde er toch in de Inlet te bereiken, en overwinterde 80 kilometer zuidwaarts, bij Port Bowen. Hij voer nog 100 kilometer verder naar het zuiden, maar toen strandde de Fury en werd daarbij zwaar door ijs beschadigd. Ze bleek niet meer te repareren, en omdat hij nog slechts een schip over had, keerde Parry daarop terug naar Engeland.
Parry werkte enige tijd als hydrograaf voor de marine, maar in 1827 werd hij opnieuw op ontdekkingsreis gezonden. Doel was ditmaal de noordpool. Parry zou met de Hecla naar Spitsbergen varen, onderweg een aantal rendieren kopen, en wanneer hij voorbij Spitsbergen bij het pakijs kwam, met boten op wielen, getrokken door deze rendieren, verder noordwaarts trekken. Toen Parry met James Clark Ross en nog twee mannen bij het ijs aankwam, bleek dit echter geen gladde ijsvlakte te zijn, maar een verzameling los drijvende ijsschotsen. Langzaam trokken de mannen verder, tot Parry op 82°45'21' NB besloot rechtsomkeert te maken. Parry was nog 800 kilometer van de pool verwijderd, maar was wel noordelijker gekomen dan iemand voor hem (voor zover bekend), en zou met deze prestatie nog 49 jaar het record houden.
In april 1829 werd Parry geridderd. Ook kreeg hij een eredoctoraat aan de universiteit van Oxford. Van 1829 tot 1834 was hij in Australië om grasland voor schapen te vinden. Ook werd hij geselecteerd als controleur in het nieuwe departement voor stoommachinerie van de Vloot, en behield deze positie tot zijn pensioen in 1846. Hij werd admiraal in 1852, en werd in het volgende jaar gouverneur van het Greenwich Ziekenhuis, een post die hij behield tot zijn dood, vermoedelijk aan kanker, tijdens een bezoek aan een Duits kuuroord.

## Bibliografie

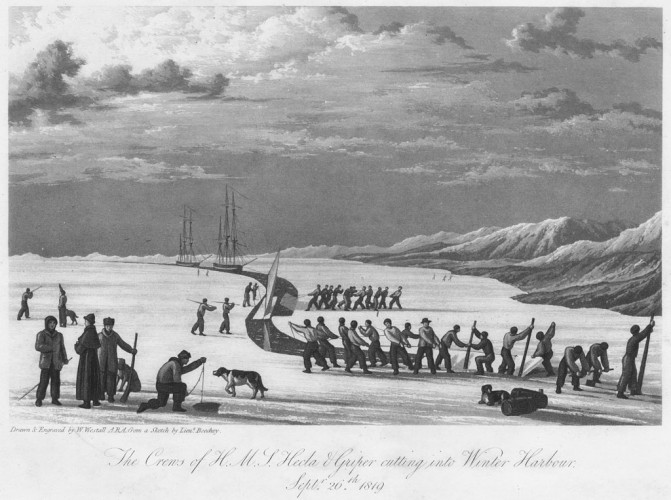
Parry's mannen hakken een kanaal in het ijs, Winter Harbour, september 1819

## Militaire loopbaan
- Midshipman: 1806[1][2]
- Lieutenant: 6 januari 1810[1][2]
- Commander:
- Captain: 8 november 1821[2]
- Rear Admiral: 4 juni 1852[2]